# Fachschaftentagung Maschinenbau
Die Fachschaftentagung Maschinenbau, kurz FaTaMa, ist die Bundesfachschaftentagung der Maschinenbau-Fachschaften im deutschsprachigen Raum. Sie  vertritt diese gegenüber überregionalen Institutionen, wie zum Beispiel der Hochschulrektorenkonferenz (HRK) und dem Fakultätentag Maschinenbau und Verfahrenstechnik (FTMV).

## Über die FaTaMa

### Zusammensetzung
Die FaTaMa setzt sich aus Vertretern und Vertreterinnen der Maschinenbau- und Verfahrenstechnik-Fachschaften im deutschsprachigen Raum zusammen, welche meistens auch in den Fachschaftsräten der jeweiligen Fachschaften aktiv sind. Dazu gehören ebenso Fachschaften des Chemieingenieurwesens und der/des Bioverfahrenstechnik/Bioingenieurwesens sowohl von Fachhochschulen als auch von Universitäten.

### Aufgaben
Neben der Interessenvertretung von Maschinenbau-Studentinnen und -Studenten dient die FaTaMa auch zur Kontaktpflege der Maschinenbau-Fachschaften untereinander.
Die FaTaMa ist der inoffizielle Nachfolger des Fachverbandes Maschinenbau e.V. (FVMB), der bereits seit 1953 als Fachverband im damaligen Verband Deutscher Studentenschaften bestand.

## Arbeitsgruppen der FaTaMa
Folgende Arbeitsgruppen finden sich (mehr oder weniger regelmäßig) zusammen:

### Berufungskommissionen
Die Arbeitsgruppe Berufungskommissionen hat sich auf der FaTaMa in Cottbus gegründet und steckt noch in den Kinderschuhen. Als Grundlage der AG dient der Berufungskommissions-Reader „Berufen, aber richtig!“ für studentische Mitglieder in Berufungskommissionen von Axel Köhler.

### Bachelor/Master
Die Arbeitsgruppe Bachelor/Master befasst sich mit der Einrichtung des Bachelor-Studiengangs Maschinenbau und darauf aufbauenden Master-Studiengängen.
Ein Augenmerk wird dabei auf die Einhaltung der Richtlinien des Bologna-Prozesses inklusive des European Credit Transfer System (ECTS) und eine sinnvolle Umsetzung einer konsekutiven Studiengangsstruktur gelegt.
Es wird angestrebt, ein möglichst einheitliches Bachelor-/Master-Modell an den einzelnen Universitäten einzuführen, das den Wechsel zwischen den Hochschulen vereinfacht und die Vergleichbarkeit erhöht.

### Technikreflexion, Technikfolgenabschätzung und Nachhaltigkeit
Das Thema Technikreflexion wurde auf den vergangenen Tagungen diskutiert und vorangetrieben, da es einen wichtigen Aspekt im täglichen Leben eines Ingenieurs ausmachen sollte. Ein Ingenieur sollte sich stets die Konsequenzen seines Tuns bewusst machen und die Auswirkungen der Technik auf die Umwelt (ethische Grundsätze, Natur, Lärm, Erosion, Politik, Wirtschaft usw.) mit in seine Überlegungen einbeziehen.

### FIT – Frauen in der Technik
Diese Arbeitsgruppe erörtert die Fragestellung, warum sich so wenig Frauen für Technik begeistern, wie damit umzugehen ist und ob eventuelle Maßnahmen zu ergreifen sind.

### Vernetzung
Arbeitsgruppe mit dem Thema der Vernetzung der einzelnen Maschinenbau-Fachschaften, um eine bessere Kommunikation untereinander zu erreichen.

## Termin und Ort der Tagung

### Deutschsprachige Fachschaftentagung Maschinenbau
Seit 2003 findet die Fachschaftentagung Maschinenbau an verschiedenen Orten im deutschsprachigen Raum statt. Die FaTaMa fand zwischen 2003 und der siebten FaTaMa im November 2006 jeweils im Sommer- und Wintersemester statt. Seit 2007 wurde ein jährlicher Turnus eingeführt. Tagungsort und Termin werden im Normalfall auf der vorhergehenden FaTaMa festgelegt.

### Internationale Fachschaftentagung Maschinenbau
Nachdem im Herbst 1998 die erste InFaTa (Internationale Fachschaftentagung im Maschinenbau) in Braunschweig ausgerichtet wurde und das Projekt vorübergehend scheiterte, fand 2012 die zweite englischsprachige, internationale FaTaMa in Wien statt, zu der Fachschaften aus ganz Europa eingeladen wurden.
Der Name dieser Tagung ist EMESCC - european mechanical engineering student council congress.